# Певец у микрофона
«Певец у микрофона» («Песня певца у микрофона»; по первой строке известна как «Я весь в свету, доступен всем глазам…») — авторская песня Владимира Высоцкого, написанная в 1971 году. Открывала первый посмертный сборник стихов Высоцкого «Нерв».

## Содержание песни
Я весь в свету, доступен всем глазам, —

Я приступил к привычной процедуре:

Я к микрофону встал как к образам...

Нет-нет, сегодня точно — к амбразуре.

И микрофону я не по нутру —

Да, голос мой любому опостылит, —

Уверен, если где-то я совру —

Он ложь мою безжалостно усилит.
Песня исполняется от первого лица. Лирическим героем является певец с гитарой, «приступивший к привычной процедуре» — пению со сцены для публики. Внимание героя сосредоточено на микрофоне, который, как голодный птенец, выхватывает звуки у него изо рта. Микрофон становится мерилом его честности: «если где-то я совру — // Он ложь мою безжалостно усилит», «если я душою покривлю — // Он ни за что не выпрямит кривую».
Требование безукоризненной честности заставляет героя смотреть на микрофон как на религиозный символ — образа, лампаду. Но одновременно оно порождает ощущение угрозы. Герой видит микрофон змеёй, а самого себя — заклинателем змей; микрофон также предстаёт в образе амбразуры, из которой певцу могут «влепить в лоб девять грамм свинца». Его тень «больно хлещет по щекам» каждый раз, когда герой сбивается «с искреннего тона». При этом невозможно остановиться, нельзя сфальшивить, нельзя ни прикрыться рукой («гитара вяжет руки»), ни уйти — «Не шевелись, не двигайся, не смей!» Враждебен не только микрофон, но и вся обстановка — свет рампы воспринимается как удар, а о стоящей жаре невозможно говорить без страдальческого стона.

## Создание, авторское исполнение и публикация
В собраниях сочинений Высоцкого «Певец у микрофона» датируется 1971 годом; в современных изданиях эта песня рассматривается как часть авторской дилогии, вторую половину которой составляет «Песня микрофона», написанная в том же году. Начиная с И. А. Соколовой исследователи указывают на то, что одним из источником вдохновения для «Певца у микрофона» могла стать «Песня об органисте, который в концерте Аллы Соленковой заполнял паузы, пока певица отдыхала» (1958—1962) Михаила Анчарова, образы которой перекликаются как с этим произведением, так и с созданным в 1972 году «Натянутым канатом».
Первая известная фонограмма песни датируется сентябрём 1971 года — она сделана в киевском ДСК-3 на банкете в кабинете Г. Асташкевича. Помимо неё существуют не менее пяти записей авторского исполнения «Певца у микрофона», датируемых 1972—1977 годами. Из них четыре сделаны в 1976—1977 годах в Париже, в том числе для альбома «Прерванный полёт». Этот альбом был издан в 1981 году.
При жизни Высоцкого песня (как «Я весь в свету, доступен всем глазам…») вошла в сборник «Песни русских бардов», выпущенный в Париже в 1977 году издательством «ИМКА-Пресс» и представлявший собой набор магнитофонных кассет в сопровождении напечатанных текстов песен. Высоцковед Марк Цыбульский указывает, что тексты и фонограммы песен были получены издателями сборника не от автора, хотя Высоцкого и порадовал его выход. «Я весь в свету, доступен всем глазам…» появляется уже на первой кассете первой серии сборника.
В 1981 году, уже после смерти Высоцкого, текст песни в печатном виде появился и в СССР — в № 5 журнала «Дружба народов». В этом варианте порядок строк отличался от более поздних изданий: местами поменяли 4-ю и 5-ю, а также 12-ю и 13-ю строфы, а завершала текст строфа, перекликавшаяся с первой:
Я освещен, доступен всем глазам, —
Чего мне ждать — затишья или бури?
Я к микрофону встал как к образам...
Нет-нет! Сегодня точно — к амбразуре!
Под названием «Песня певца у микрофона» текст был затем включён Робертом Рождественским в первый советский сборник стихов Высоцкого «Нерв», вышедший в том же году. Все тексты, включённые в сборник, были распределены по десяти разделам, за исключением «Песни певца у микрофона», которая следовала сразу за предисловием «От составителя» — по оценке Алексея и Михаила Ляховых, как «программное» стихотворение. Ляховы указывают, что Рождественский, по-видимому, опирался на фонограмму, сделанную К. Мустафиди, но внёс текстуальные изменения — в частности, заменил слово «лупят» во второй строке рефрена на «светят» (начиная со 2-го издания в тексте снова значилось «лупят»). Из переиздания «Нерва», выпущенного в 1990 году в Молдавии, стихотворение, не входившее ни в один раздел, было исключено совсем. Заключительная строфа исчезла из текста только в 5-м издании «Нерва» («Современник», 1992 год), редактурой которого занимался А. Крылов.
В 1987 году фирма «Мелодия» выпустила двойной альбом «…Хоть немного ещё постою на краю…», где фонограммы самого Высоцкого чередовались с исполнением его текстов театральными актёрами. «Песня певца у микрофона» в авторском исполнении вошла во второй диск альбома.

## Каверы и переводы
Среди кавер-версий песни — совместное исполнение Светланой Сургановой, Андреем Князевым, Сергеем Безруковым и Алексеем Яшиным. Видеоклип, приуроченный ко дню памяти Высоцкого, записывался, по словам Яшина, три года. Ещё одна кавер-версия вошла в альбом «Второй» Григория Лепса.
«Певец у микрофона» переводился на болгарский язык Д. Тоневым и И. Станевым (Анна Колчакова, отмечая преимущества первого перевода, более близкого по смыслу к оригиналу, в то же время пишет, что ни Тоневу, ни Станеву не удалось передать авторскую интонацию заключительной строки припева: «И — жара-а-а!.. Жара!»; Ксения Фёдорова также отмечает отсутствие в обоих переводах адекватной передачи паронима «образа́»-«амбразура»). Переложение на польский язык сделал бард Яцек Качмарский (под названием «Ze sceny»), на немецкий — поэт-исполнитель Райнхольд Андерт, на иврите «Певца у микрофона» исполнял Лиор Ейни. На французском песня исполнялась канадским певцом и композитором Ивом Дерозье и была им включена в альбом Volodia, выпущенный в 2002 году. По названию этой песни назван записанный в 2008 году альбом итальянского рок-певца Эудженио Финарди Il cantante al microfono.

## Критика и анализ
Литературоведы, обращающиеся к «Певцу у микрофона», отмечают драматизм как самого текста, так и особенностей исполнения (стон «жара-а-а!»). Людмила Томенчук указывает, что интенсивность восприятия задаётся уже начальной строкой: «Я весь в свету, доступен всем глазам…». Н. А. Штафун выделяет неоднократно используемый приём амплификации — последовательностей однотипных конструкций, усиливающих впечатление от образа. К таким амплификациям относятся в частности строки «Я должен петь до о́дури, до смерти» (двойная градация) и «Не шевелись, не двигайся, не смей» (восходящая градация, или климакс). Один из центральных образов в тексте — микрофона как змеи — неоднократно использовался в искусстве 1960-х годов. Так, он встречается в стихотворении Евгения Евтушенко «Борьба за мир» (1968): «Вон тот болтун, в конгрессах умудрён, как кобру, заклинает микрофон». Возможно, что этот образ как у Евтушенко, так и у Высоцкого, навеян рисунком-шаржем Стасиса Красаускаса, сделанным в начале 1966 года и изображающим Булата Окуджаву перед микрофоном в ситуации, когда, по выражению А. В. Македонова, «поэзия превращается в битву с ложью не только в других, но и в себе самом».
Драматичность, конфликтность, создаваемую в песне, литературовед Владимир Козлов рассматривает как искусственную: автор, стремясь достичь истинного драматизма, «невинную ситуацию исполнения песни подаёт как батальное полотно». Конфликт, порождаемый выходом лирического героя за принятые рамки и уместный в балладной «Охоте на волков», по мнению Козлова, переносится Высоцким в другие жанры неудачно (в качестве других примеров такого неоправданного переноса названы написанные на спортивную тематику «Бег иноходца» и «Песенка про прыгуна в высоту»).
Людмила Томенчук отмечает, что в песне, которая, казалось бы, уже исходя из названия, должна оперировать звуковыми образами, доминируют образы зрительные — начиная с первых слов «Я весь в свету», тогда как первый звуковой образ («голос мой») возникает лишь в шестой строке. Обилие зрительных образов связано с микрофоном — он «сравнивается с острием, змеей, лампадой, образами, амбразурой». О. А. Фомина указывает на ясно выраженную смену ракурса, при которой взгляд певца на микрофон и зал передан пятистопным ямбом, а взгляд на певца с «точки зрения» прожекторов и фонарей рампы — разностопным хореем.